# Mus oubanguii
Mus oubanguii es una especie de roedor de la familia Muridae.

## Distribución geográfica
Se encuentra en la República Centroafricana.

## Hábitat
Su hábitat natural es: la sabana árida.